# Dimeria santapaui
Dimeria santapaui là một loài thực vật có hoa trong họ Hòa thảo. Loài này được Almeida mô tả khoa học đầu tiên năm 1970.